# هايدن (أريزونا)
هايدن (بالإنجليزية: Hayden, Arizona)‏ هي بلدة تقع في مقاطعة جيلا, مقاطعة بينال بولاية أريزونا في الولايات المتحدة. تبلغ مساحتها 3.3 (كم²)، وترتفع عن سطح البحر 623 م، بلغ عدد سكانها 821 نسمة في عام 2007 حسب إحصاء مكتب تعداد الولايات المتحدة وتصل الكثافة السكانية فيها 255.5 نسمة/كم2.

## التركيبة السكانية
حدّد مكتب تعداد الولايات المتحدة بيانات التركيبة السكانية لهايدن في تعداد الولايات المتحدة. في ما يلي، التركيبة السكانية حسب تعدادي 2000 و2010.

### تعداد عام 2000
بلغ عدد سكان هايدن 892 نسمة بحسب تعداد عام 2000، وبلغ عدد الأسر 288 أسرة وعدد العائلات 222 عائلة مقيمة في البلدة. في حين سجلت الكثافة السكانية 270.3 نسمة لكل كيلومتر مربع (700.1/ميل2). وبلغ عدد الوحدات السكنية 334 وحدة بمتوسط كثافة قدره 101.2 لكل كيلومتر مربع (262.1/ميل2).
وتوزع التركيب العرقي للبلدة بنسبة 56.95% من البيض و0.45% من الأمريكيين الأفارقة و1.68% من الأمريكيين الأصليين و0.56% من سكان جزر المحيط الهادئ و35.09% من الأعراق الأخرى و5.27% من عرقين مختلطين أو أكثر و84.53% من الهسبانيون أو اللاتينيون من أي عرق.
بلغ عدد الأسر 288 أسرة كانت نسبة 39.6% منها لديها أطفال تحت سن الثامنة عشر تعيش معهم، وبلغت نسبة الأزواج القاطنين مع بعضهم البعض 54.5% من أصل المجموع الكلي للأسر، ونسبة 13.5% من الأسر كان لديها معيلات من الإناث دون وجود شريك،  بينما كانت نسبة 9% من الأسر لديها معيلون من الذكور دون وجود شريكة وكانت نسبة 22.9% من غير العائلات. تألفت نسبة 21.5% من أصل جميع الأسر من عدة أفراد يعيشون في نفس المنزل ونسبة 9% كانت تتألف من شخص يعيش بمفرده يبلغ من العمر 65 عاماً أو أكثر. وبلغ متوسط حجم الأسرة المعيشية 3.10، أما متوسط حجم العائلات فبلغ 3.56.
بلغ العمر الوسطي للسكان 32.1 عاماً. وكانت نسبة 33.2% من القاطنين تحت سن الثامنة عشر، وكانت نسبة 9% بين الثامنة عشر والرابعة والعشرين عاماً، ونسبة 20.5% كانت واقعةً في الفئة العمرية ما بين الخامسة والعشرين والرابعة والأربعين عاماً، ونسبة 23.2% كانت ما بين الخامسة والأربعين والرابعة والستين، ونسبة 14.1% كانت ضمن فئة الخامسة والستين عاماً فما فوق. يوجد لكل 100 أنثى 93.9 ذكر، ويوجد لكل 100 أنثى في الثامنة عشر من عمرها فما فوق 91.6 ذكر.
بلغ متوسط دخل الأسرة في البلدة 24,293 دولارًا، أما متوسط دخل العائلة فبلغ 26,964 دولارًا. وكان متوسط دخل الذكور 35,521 دولارًا مقابل 22,500 دولارًا للإناث. وسجل دخل الفرد الخاص بالبلدة 9,797 دولارًا. وكانت نسبة 20.1% من العائلات ونسبة 27.3% من السكان تحت خط الفقر، وكان من هؤلاء نسبة 35.8% تحت سن الثامنة عشر ونسبة 14.9% في الخامسة والستين من العمر وما فوق.

### تعداد عام 2010
بلغ عدد سكان هايدن 662 نسمة بحسب تعداد عام 2010، وبلغ عدد الأسر 236 أسرة وعدد العائلات 163 عائلة مقيمة في البلدة. في حين سجلت الكثافة السكانية 200.6 نسمة لكل كيلومتر مربع (519.6/ميل2). وبلغ عدد الوحدات السكنية 301 وحدة بمتوسط كثافة قدره 91.2 لكل كيلومتر مربع (236.2/ميل2).
وتوزع التركيب العرقي للبلدة بنسبة 63.90% من البيض و0.15% من الأمريكيين الأصليين و0.30% من الأمريكيين ذوي الأصول الآسيوية و33.99% من الأعراق الأخرى و1.66% من عرقين مختلطين أو أكثر و84.44% من الهسبانيون أو اللاتينيون من أي عرق.
بلغ عدد الأسر 236 أسرة كانت نسبة 31.4% منها لديها أطفال تحت سن الثامنة عشر تعيش معهم، وبلغت نسبة الأزواج القاطنين مع بعضهم البعض 41.5% من أصل المجموع الكلي للأسر، ونسبة 21.2% من الأسر كان لديها معيلات من الإناث دون وجود شريك،  بينما كانت نسبة 6.4% من الأسر لديها معيلون من الذكور دون وجود شريكة وكانت نسبة 30.9% من غير العائلات. تألفت نسبة 25.8% من أصل جميع الأسر من عدة أفراد يعيشون في نفس المنزل ونسبة 14.4% كانت تتألف من شخص يعيش بمفرده يبلغ من العمر 65 عاماً أو أكثر. وبلغ متوسط حجم الأسرة المعيشية 2.81، أما متوسط حجم العائلات فبلغ 3.39.
بلغ العمر الوسطي للسكان 40.0 عاماً. وكانت نسبة 25.4% من القاطنين تحت سن الثامنة عشر، وكانت نسبة 10.1% بين الثامنة عشر والرابعة والعشرين عاماً، ونسبة 20.2% كانت واقعةً في الفئة العمرية ما بين الخامسة والعشرين والرابعة والأربعين عاماً، ونسبة 25.8% كانت ما بين الخامسة والأربعين والرابعة والستين، ونسبة 18.4% كانت ضمن فئة الخامسة والستين عاماً فما فوق. وتوزع التركيب الجنسي للسكان بنسبة 48.9% ذكور و51.1% إناث.

## وصلات خارجية
- The US50 - Cities and Towns in Arizona State
- Arizona Cities and Towns, Facts, Map, Flag, Colleges, Government, and More